# Монуар, Жюльен
Жюлье́н (Юлиа́н) Монуа́р (брет. Juluan Maner, фр. Julien Maunoir SJ , 1 октября 1606[…], Сен-Жорж-де-Рэнтамбо — 28 января 1683[…], Плевен) — французский лингвист, сыгравший значительную роль в развитии современного бретонского языка, блаженный Римско-Католической Церкви, священник из монашеского ордена иезуитов, известен как «апостол Бретани». Почитается покровителем Бретани.

## Биография
В 1627 году Жюльен Монуар был рукоположен в священника. Жюльен Монуар был знаком с канадскими миссионерами Иссаком Жогом и Габриэлем Лалеманом и хотел, так же как и они, участвовать в миссионерской деятельности в Канаде. Однако монашеское начальство направило его в Бретань. Прибыв в Бретань, он, чтобы проповедовать среди местного населения, изучил бретонский язык. В Бретани Жюльен Монуар проработал в течение сорока трех лет и воспитал более тысячи католических миссионеров из среды бретонского народа, которые продолжили его дело в Бретани. Жюльен Монуар умер в 1683 году и был похоронен на территории католического прихода, в котором служил.
В 1659 году Жюльен Монуар составил бретонскую орфографию и написал грамматику современного бретонского языка.
Жюльен Монуар был беатифицирован 4 марта 1951 года Римским Папой Пием XII.
День памяти в Католической Церкви — 28 января.

## Сочинения
- Le Sacré-Collège de Jésus (catéchisme en breton, avec dictionnaire grammaire et syntaxe), 1659
- La Vie de Michel Le Nobletz
- Vie de Père Bernard
- Missions en bretagne, (1631—1650)
- Les Dictionnaires Français-Breton Et Breton-Français Du R — P — Julien Maunoir, 1659